# Gobierno Thorning-Schmidt I
El gobierno de la Primera Ministra Helle Thorning-Schmidt fue el gobierno de Dinamarca del 3 de octubre de 2011 al 3 de febrero de 2014. Fue una coalición entre los socialdemócratas, el Partido Social Liberal y el Partido Popular Socialista. El 9 de agosto de 2013, Helle Thorning-Schmidt realizó un cambio de gabinete y el 12 de diciembre de 2013, realizó un segundo cambio de gabinete. El gabinete dimitió el 3 de febrero de 2014, luego de que el Partido Popular Socialista abandonara el gobierno el 30 de enero de 2014. Fue sucedido por el segundo gobierno de Helle Thorning-Schmidt.
Debido al estatus minoritario del gobierno y su dependencia del apoyo de la oposición, el gobierno tuvo que deshacerse de muchas de las políticas que había propuesto durante la campaña electoral. Aunque los críticos acusaron al gobierno de romper sus promesas, algunos estudios argumentan que logró la mitad de sus objetivos declarados, culpando en cambio a las malas estrategias de relaciones públicas de su imagen pública cada vez más negativa.

## Formaciones gubernamentales
En las elecciones parlamentarias del 15 de septiembre de 2011, el gobernante Partido Liberal (Venstre) siguió siendo el partido más grande al ganar un escaño más, mientras que los socialdemócratas perdieron un escaño. Sin embargo, una coalición tripartita de partidos de oposición junto con el apoyo de la Alianza Roji-Verde ganó una mayor proporción de escaños que el gobierno liberal conservador en el poder y sus partidos de apoyo, la Alianza Liberal y el Partido Popular Danés. El primer ministro Lars Løkke Rasmussen presentó la dimisión del gabinete a la reina Margrethe II el 16 de septiembre, tras lo cual se reunió con los líderes de todos los partidos. Luego le encargó a la socialdemócrata Helle Thorning-Schmidt que negociara la formación de un nuevo gobierno. El gabinete de Rasmussen permaneció en el cargo como gobierno en funciones hasta el 3 de octubre, cuando el gabinete de Thorning-Schmidt juró y la convirtió en la primera mujer primera ministra de Dinamarca. El Partido Social Liberal y el Partido Popular Socialista también pasaron a formar parte del gobierno tripartito. Fue la primera vez que el Partido Socialista Popular se incorporó a un gobierno desde su fundación en 1959.
El 30 de enero de 2014, Annette Vilhelmsen, la líder del Partido Popular Socialista, anunció que el partido dejaría el gobierno, como resultado de la agitación provocada por la venta propuesta de acciones de DONG Energy a Goldman Sachs.

## Lista de ministros y carteras
Los socialdemócratas tuvieron diez ministros, incluida la primera ministra. El Partido Social Liberal y el Partido Popular Socialista, más pequeños, tuvieron cada uno seis ministros.
| Ministerio                                                                         | Ministro               | Partido | Partido            | Inicio                  | Término                 |
| ---------------------------------------------------------------------------------- | ---------------------- | ------- | ------------------ | ----------------------- | ----------------------- |
| Primera ministra                                                                   | Helle Thorning-Schmidt |         | Socialdemócratas   | 3 de octubre de 2011    | 3 de febrero de 2014    |
| Vice primera ministra Ministra de Economía e Interior                              | Margrethe Vestager     |         | Social Liberal     | 3 de octubre de 2011    | 3 de febrero de 2014    |
| Ministro de Negocios y Crecimiento                                                 | Ole Sohn               |         | Popular Socialista | 3 de octubre de 2011    | 16 de octubre de 2012   |
| Ministro de Negocios y Crecimiento                                                 | Annette Vilhelmsen     |         | Popular Socialista | 16 de octubre de 2012   | 9 de agosto de 2013     |
| Ministro de Negocios y Crecimiento                                                 | Henrik Sass Larsen     |         | Socialdemócratas   | 9 de agosto de 2013     | 3 de febrero de 2014    |
| Ministra de Asuntos Sociales, Infancia e Integración                               | Annette Vilhelmsen     |         | Popular Socialista | 9 de agosto de 2013     | 3 de febrero de 2014    |
| Ministro de Relaciones Exteriores                                                  | Villy Søvndal          |         | Popular Socialista | 3 de octubre de 2011    | 12 de diciembre de 2013 |
| Ministro de Relaciones Exteriores                                                  | Holger K. Nielsen      |         | Popular Socialista | 12 de diciembre de 2013 | 3 de febrero de 2014    |
| Ministro de Hacienda                                                               | Bjarne Corydon         |         | Socialdemócratas   | 3 de octubre de 2011    | 3 de febrero de 2014    |
| Ministro de Justicia                                                               | Morten Bødskov         |         | Socialdemócratas   | 3 de octubre de 2011    | 12 de diciembre de 2013 |
| Ministro de Justicia                                                               | Karen Hækkerup         |         | Socialdemócratas   | 12 de diciembre de 2013 | 3 de febrero de 2014    |
| Ministro de Investigación, Innovación y Educación Superior                         | Morten Østergaard      |         | Social Liberal     | 3 de octubre de 2011    | 3 de febrero de 2014    |
| Ministro de Impuestos                                                              | Thor Möger Pedersen    |         | Popular Socialista | 3 de octubre de 2011    | 16 de octubre de 2012   |
| Ministro de Impuestos                                                              | Holger K. Nielsen      |         | Popular Socialista | 16 de octubre de 2012   | 12 de diciembre de 2013 |
| Ministro de Impuestos                                                              | Jonas Dahl             |         | Popular Socialista | 12 de diciembre de 2013 | 3 de febrero de 2014    |
| Ministro de Transporte                                                             | Henrik Dam Kristensen  |         | Socialdemócratas   | 3 de octubre de 2011    | 9 de agosto de 2013     |
| Ministro de Transporte                                                             | Pia Olsen Dyhr         |         | Popular Socialista | 9 de agosto de 2013     | 3 de febrero de 2014    |
| Ministro de Urbanismo, Vivienda, Asuntos Rurales                                   | Carsten Hansen         |         | Socialdemócratas   | 3 de octubre de 2011    | 3 de febrero de 2014    |
| Ministra de Trabajo                                                                | Mette Frederiksen      |         | Socialdemócratas   | 3 de octubre de 2011    | 3 de febrero de 2014    |
| Ministra de Infancia y Educación                                                   | Christine Antorini     |         | Socialdemócratas   | 3 de octubre de 2011    | 3 de febrero de 2014    |
| Ministra de Asuntos Sociales e Integración                                         | Karen Hækkerup         |         | Socialdemócratas   | 3 de octubre de 2011    | 9 de agosto de 2013     |
| Ministra de Alimentación, Agricultura y Pesca                                      | Mette Gjerskov         |         | Socialdemócratas   | 3 de octubre de 2011    | 9 de agosto de 2013     |
| Ministra de Alimentación, Agricultura y Pesca                                      | Karen Hækkerup         |         | Socialdemócratas   | 9 de agosto de 2013     | 12 de diciembre de 2013 |
| Ministra de Alimentación, Agricultura y Pesca                                      | Dan Jørgensen          |         | Socialdemócratas   | 12 de diciembre de 2013 | 3 de febrero de 2014    |
| Ministro de Clima, Energía y Construcción                                          | Martin Lidegaard       |         | Social Liberal     | 3 de octubre de 2011    | 3 de febrero de 2014    |
| Ministro de Comercio e Inversiones                                                 | Pia Olsen Dyhr         |         | Popular Socialista | 3 de octubre de 2011    | 9 de agosto de 2013     |
| Ministra de Salud y Prevención                                                     | Astrid Krag            |         | Popular Socialista | 3 de octubre de 2011    | 3 de febrero de 2014    |
| Ministro de Defensa                                                                | Nick Hækkerup          |         | Socialdemócratas   | 3 de octubre de 2011    | 9 de agosto de 2013     |
| Ministro de Defensa                                                                | Nicolai Wammen         |         | Socialdemócratas   | 9 de agosto de 2013     | 3 de febrero de 2014    |
| Ministro de Comercio y Europa                                                      | Nicolai Wammen         |         | Socialdemócratas   | 3 de octubre de 2011    | 9 de agosto de 2013     |
| Ministro de Comercio y Europa                                                      | Nick Hækkerup          |         | Socialdemócratas   | 9 de agosto de 2013     | 3 de febrero de 2014    |
| Ministra de Medio Ambiente                                                         | Ida Auken              |         | Popular Socialista | 3 de octubre de 2011    | 3 de febrero de 2014    |
| Ministro de Equidad de Género y Asuntos Religiosos Ministro de Cooperación Nórdica | Manu Sareen            |         | Social Liberal     | 3 de octubre de 2011    | 3 de febrero de 2014    |
| Ministro de Cooperación para el Desarrollo                                         | Christian Friis Bach   |         | Social Liberal     | 3 de octubre de 2011    | 21 de noviembre de 2013 |
| Ministro de Cooperación para el Desarrollo                                         | Rasmus Helveg Petersen |         | Social Liberal     | 21 de noviembre de 2013 | 3 de febrero de 2014    |
| Ministro de Cultura                                                                | Uffe Elbæk             |         | Social Liberal     | 3 de octubre de 2011    | 6 de diciembre de 2012  |
| Ministro de Cultura                                                                | Marianne Jelved        |         | Social Liberal     | 6 de diciembre de 2012  | 3 de febrero de 2014    |